# Phelsuma pusilla
Phelsuma pusilla Mertens, 1964 è un piccolo sauro della famiglia Gekkonidae, endemico del Madagascar.

## Descrizione
È un geco di taglia medio-piccola, che raggiunge lunghezze di 8,5-10 cm.

## Biologia
È una specie ovipara.

## Distribuzione e habitat
La specie è ampiamente diffusa nel versante orientale del Madagascar.

## Conservazione
La IUCN Red List classifica P. pusilla come specie a rischio minimo (Least Concern).
La specie è inserita nella Appendice II della Convention on International Trade of Endangered Species (CITES).